# Kärlek så varm
Kärlek så varm är en psalm med text skriven 1913 av Gottfrid Ahlbäck och musik skriven före 1879 av F Hall. Texten bearbetades 1964 och 1986 av Kerstin Lundin.

## Publicerad i
- Psalmer och sånger 1987 som nr 470 under rubriken "Kyrkan och nådemedlen - Vittnesbörd - tjänst - mission".[2]
- Segertoner 1988 som nr 438 under rubriken "Den kristna gemenskapen - Vittnesbörd - tjänst - mission".[1]